# Liste des anciennes communes du Puy-de-Dôme
Cette page a pour objectif de retracer toutes les modifications communales dans le département du Puy-de-Dôme : les anciennes communes qui ont existé depuis la Révolution française, ainsi que les créations, les modifications officielles de nom, ainsi que les échanges de territoires entre communes.
En 1800, le territoire du département du Puy-de-Dôme comportait 438 communes. À l'encontre du mouvement national, le département a créé beaucoup de communes au cours du XIXe siècle (particulièrement dans les années 1870) : en 1900, on y relevait 470 communes. Depuis lors le nombre n'a que peu varié : 463 (au 1er janvier 2025). Les lois favorables aux regroupements n'auront eu que peu de prises ici. Un timide mouvement semble apparaître récemment avec la loi Notre.

## Fusions
| Nom de la nouvelle commune | Communes réunies                              | Régime                                                         | Date (et nature) de la décision                 | Date d'effet                             |
| -------------------------- | --------------------------------------------- | -------------------------------------------------------------- | ----------------------------------------------- | ---------------------------------------- |
| Les Deux-Rives             | Chidrac                                       | commune nouvelle (avec communes déléguées)                     | 17 décembre 2024 (Arrêté)                       | 1er janvier 2025                         |
| Les Deux-Rives             | Saint-Cirgues-sur-Couze                       | commune nouvelle (avec communes déléguées)                     | 17 décembre 2024 (Arrêté)                       | 1er janvier 2025                         |
| Saint-Diéry                | Saint-Diéry                                   | commune nouvelle (SANS communes déléguées)                     | 7 décembre 2018 (Arrêté)                        | 1er janvier 2019                         |
| Saint-Diéry                | Creste                                        | commune nouvelle (SANS communes déléguées)                     | 7 décembre 2018 (Arrêté)                        | 1er janvier 2019                         |
| Le Vernet-Chaméane         | Vernet-la-Varenne                             | commune nouvelle (avec communes déléguées)                     | 23 novembre 2018 (Arrêté)                       | 1er janvier 2019                         |
| Le Vernet-Chaméane         | Chaméane                                      | commune nouvelle (avec communes déléguées)                     | 23 novembre 2018 (Arrêté)                       | 1er janvier 2019                         |
| Mur-sur-Allier             | Mezel                                         | commune nouvelle (avec communes déléguées)                     | 26 octobre 2018 (Arrêté)                        | 1er janvier 2019                         |
| Mur-sur-Allier             | Dallet                                        | commune nouvelle (avec communes déléguées)                     | 26 octobre 2018 (Arrêté)                        | 1er janvier 2019                         |
| Chambaron-sur-Morge        | La Moutade                                    | commune nouvelle (avec communes déléguées)                     | 7 décembre 2015 (Arrêté)                        | 1er janvier 2016                         |
| Chambaron-sur-Morge        | Cellule                                       | commune nouvelle (avec communes déléguées)                     | 7 décembre 2015 (Arrêté)                        | 1er janvier 2016                         |
| Aulhat-Flat                | Flat                                          | commune nouvelle (avec communes déléguées)                     | 18 novembre 2015 (Arrêté)                       | 1er janvier 2016                         |
| Aulhat-Flat                | Aulhat-Saint-Privat                           | commune nouvelle (avec communes déléguées)                     | 18 novembre 2015 (Arrêté)                       | 1er janvier 2016                         |
| Nonette-Orsonnette         | Nonette                                       | commune nouvelle (SANS communes déléguées depuis le 15-3-2020) | 24 août 2015 (Arrêté) 18 novembre 2015 (Arrêté) | 1er janvier 2016                         |
| Nonette-Orsonnette         | Orsonnette                                    | commune nouvelle (SANS communes déléguées depuis le 15-3-2020) | 24 août 2015 (Arrêté) 18 novembre 2015 (Arrêté) | 1er janvier 2016                         |
| Roche-Charles-la-Mayrand   | Roche-Charles                                 | fusion association (fusion simple depuis le 1-1-2014)          | 17 décembre 1975 (Arrêté)                       | 1er janvier 1976                         |
| Roche-Charles-la-Mayrand   | La Mayrand                                    | fusion association (fusion simple depuis le 1-1-2014)          | 17 décembre 1975 (Arrêté)                       | 1er janvier 1976                         |
| Besse-et-Saint-Anastaise   | Besse-en-Chandesse                            | fusion association                                             | 29 juin 1973 (Arrêté)                           | 1er juillet 1973                         |
| Besse-et-Saint-Anastaise   | Saint-Anastaise                               | fusion association                                             | 29 juin 1973 (Arrêté)                           | 1er juillet 1973                         |
| Châtelguyon                | Châtelguyon                                   | fusion association (fusion simple depuis le 1-7-2007)          | 29 décembre 1972 (Arrêté)                       | 1er janvier 1973                         |
| Châtelguyon                | Saint-Hippolyte                               | fusion association (fusion simple depuis le 1-7-2007)          | 29 décembre 1972 (Arrêté)                       | 1er janvier 1973                         |
| Sauret-Chambonnet          | Besserve                                      | fusion                                                         | 23 octobre 1843 (Ordonnance)                    | 23 octobre 1843 (Ordonnance)             |
| Sauret-Chambonnet          | Chambonnet                                    | fusion                                                         | 23 octobre 1843 (Ordonnance)                    | 23 octobre 1843 (Ordonnance)             |
| Randan                     | Randan                                        | fusion                                                         | 12 mai 1841 (Ordonnance)                        | 12 mai 1841 (Ordonnance)                 |
| Randan                     | Jussat                                        | fusion                                                         | 12 mai 1841 (Ordonnance)                        | 12 mai 1841 (Ordonnance)                 |
| Cisternes-la-Forêt         | Cisternes                                     | fusion                                                         | 1825                                            | 1825                                     |
| Cisternes-la-Forêt         | La Forêt                                      | fusion                                                         | 1825                                            | 1825                                     |
| Lamontgie                  | Lamontgie                                     | fusion                                                         | 1801                                            | 1801                                     |
| Lamontgie                  | Maillat                                       | fusion                                                         | 1801                                            | 1801                                     |
| Vensat                     | Saint-Jean-de-Vensat                          | fusion                                                         | 26 février 1799 (Loi) , (8 ventôse an 7)        | 26 février 1799 (Loi) , (8 ventôse an 7) |
| Vensat                     | Saint-Julien-de-Vensat                        | fusion                                                         | 26 février 1799 (Loi) , (8 ventôse an 7)        | 26 février 1799 (Loi) , (8 ventôse an 7) |
| Vensat                     | La Chapelle-d'Andelot                         | fusion                                                         | 26 février 1799 (Loi) , (8 ventôse an 7)        | 26 février 1799 (Loi) , (8 ventôse an 7) |
| Ambert                     | Ambert                                        | fusion                                                         | 1795-1800                                       | 1795-1800                                |
| Ambert                     | Ambert-la-Campagne                            | fusion                                                         | 1795-1800                                       | 1795-1800                                |
| Chamalières                | Chamalières                                   | fusion                                                         | 1795-1800                                       | 1795-1800                                |
| Chamalières                | Villard                                       | fusion                                                         | 1795-1800                                       | 1795-1800                                |
| Espirat                    | Espirat                                       | fusion                                                         | 1795-1800                                       | 1795-1800                                |
| Espirat                    | Reignat (commune rétablie en 1874)            | fusion                                                         | 1795-1800                                       | 1795-1800                                |
| Glaine-Montaigut           | Glaine-Montaigut                              | fusion                                                         | 1795-1800                                       | 1795-1800                                |
| Glaine-Montaigut           | Glaine                                        | fusion                                                         | 1795-1800                                       | 1795-1800                                |
| Murat-le-Quaire            | Murat                                         | fusion                                                         | 1795-1800                                       | 1795-1800                                |
| Murat-le-Quaire            | Le Quaire                                     | fusion                                                         | 1795-1800                                       | 1795-1800                                |
| Aigueperse                 | Aigueperse                                    | fusion                                                         | 1790-1794                                       | 1790-1794                                |
| Aigueperse                 | Chaptuzat (commune rétablie en 1826)          | fusion                                                         | 1790-1794                                       | 1790-1794                                |
| Aulhat                     | Aulhat                                        | fusion                                                         | 1790-1794                                       | 1790-1794                                |
| Aulhat                     | Saint-Privat                                  | fusion                                                         | 1790-1794                                       | 1790-1794                                |
| Aydat                      | Saint-Barthélemy-d'Aydat                      | fusion                                                         | 1790-1794                                       | 1790-1794                                |
| Aydat                      | Montredon                                     | fusion                                                         | 1790-1794                                       | 1790-1794                                |
| Bas-et-Lezat               | Bas                                           | fusion                                                         | 1790-1794                                       | 1790-1794                                |
| Bas-et-Lezat               | Lezat                                         | fusion                                                         | 1790-1794                                       | 1790-1794                                |
| Ceyrat                     | Ceyrat                                        | fusion                                                         | 1790-1794                                       | 1790-1794                                |
| Ceyrat                     | Saulzet                                       | fusion                                                         | 1790-1794                                       | 1790-1794                                |
| Chanonat                   | Chanonat                                      | fusion                                                         | 1790-1794                                       | 1790-1794                                |
| Chanonat                   | Jussat                                        | fusion                                                         | 1790-1794                                       | 1790-1794                                |
| Effiat                     | Effiat                                        | fusion                                                         | 1790-1794                                       | 1790-1794                                |
| Effiat                     | Auliat                                        | fusion                                                         | 1790-1794                                       | 1790-1794                                |
| Effiat                     | Denone                                        | fusion                                                         | 1790-1794                                       | 1790-1794                                |
| Joze                       | Joze                                          | fusion                                                         | 1790-1794                                       | 1790-1794                                |
| Joze                       | Tissonnière                                   | fusion                                                         | 1790-1794                                       | 1790-1794                                |
| Lussat                     | Lussat                                        | fusion                                                         | 1790-1794                                       | 1790-1794                                |
| Lussat                     | Lignat                                        | fusion                                                         | 1790-1794                                       | 1790-1794                                |
| Luzillat                   | Luzillat                                      | fusion                                                         | 1790-1794                                       | 1790-1794                                |
| Luzillat                   | Vialle                                        | fusion                                                         | 1790-1794                                       | 1790-1794                                |
| Malintrat                  | Malintrat                                     | fusion                                                         | 1790-1794                                       | 1790-1794                                |
| Malintrat                  | Aulnat (commune rétablie en 1839)             | fusion                                                         | 1790-1794                                       | 1790-1794                                |
| Les Martres-de-Veyre       | Les Martres-de-Veyre                          | fusion                                                         | 1790-1794                                       | 1790-1794                                |
| Les Martres-de-Veyre       | Corent (commune rétablie en 1875)             | fusion                                                         | 1790-1794                                       | 1790-1794                                |
| Mazaye                     | Mazaye                                        | fusion                                                         | 1790-1794                                       | 1790-1794                                |
| Mazaye                     | Chamboy                                       | fusion                                                         | 1790-1794                                       | 1790-1794                                |
| Nohanent                   | Nohanent                                      | fusion                                                         | 1790-1794                                       | 1790-1794                                |
| Nohanent                   | Chanat-la-Mouteyre (commune rétablie en 1882) | fusion                                                         | 1790-1794                                       | 1790-1794                                |
| Olloix                     | Olloix                                        | fusion                                                         | 1790-1794                                       | 1790-1794                                |
| Olloix                     | Cournols (commune rétablie en 1872)           | fusion                                                         | 1790-1794                                       | 1790-1794                                |
| Orcet                      | Orcet                                         | fusion                                                         | 1790-1794                                       | 1790-1794                                |
| Orcet                      | Le Cendre (commune rétablie en 1835)          | fusion                                                         | 1790-1794                                       | 1790-1794                                |
| Orcines                    | Orcines                                       | fusion                                                         | 1790-1794                                       | 1790-1794                                |
| Orcines                    | Montrodes                                     | fusion                                                         | 1790-1794                                       | 1790-1794                                |
| Pompignat-Châteaugay       | Pompignat                                     | fusion                                                         | 1790-1794                                       | 1790-1794                                |
| Pompignat-Châteaugay       | Châteaugay                                    | fusion                                                         | 1790-1794                                       | 1790-1794                                |
| Prondines                  | Prondines                                     | fusion                                                         | 1790-1794                                       | 1790-1794                                |
| Prondines                  | Perot                                         | fusion                                                         | 1790-1794                                       | 1790-1794                                |
| La Roche-Blanche           | La Roche-Blanche                              | fusion                                                         | 1790-1794                                       | 1790-1794                                |
| La Roche-Blanche           | Mardogne                                      | fusion                                                         | 1790-1794                                       | 1790-1794                                |
| Romagnat                   | Romagnat                                      | fusion                                                         | 1790-1794                                       | 1790-1794                                |
| Romagnat                   | Opme                                          | fusion                                                         | 1790-1794                                       | 1790-1794                                |
| Saint-Genès-Champanelle    | Saint-Genès-Champanelle                       | fusion                                                         | 1790-1794                                       | 1790-1794                                |
| Saint-Genès-Champanelle    | Le Champ                                      | fusion                                                         | 1790-1794                                       | 1790-1794                                |
| Saint-Genès-Champanelle    | Leix                                          | fusion                                                         | 1790-1794                                       | 1790-1794                                |
| Saint-Victor               | Saint-Victor                                  | fusion                                                         | 1790-1794                                       | 1790-1794                                |
| Saint-Victor               | Montvianeix                                   | fusion                                                         | 1790-1794                                       | 1790-1794                                |
| Saulzet-le-Froid           | Saulzet                                       | fusion                                                         | 1790-1794                                       | 1790-1794                                |
| Saulzet-le-Froid           | Le Froid                                      | fusion                                                         | 1790-1794                                       | 1790-1794                                |
| Sayat                      | Sayat                                         | fusion                                                         | 1790-1794                                       | 1790-1794                                |
| Sayat                      | Saint-Vincent                                 | fusion                                                         | 1790-1794                                       | 1790-1794                                |
| Thiers                     | Thiers                                        | fusion                                                         | 1790-1794                                       | 1790-1794                                |
| Thiers                     | Le Moutier                                    | fusion                                                         | 1790-1794                                       | 1790-1794                                |
| Veyre-Monton               | Veyre-Monton                                  | fusion                                                         | 1790-1794                                       | 1790-1794                                |
| Veyre-Monton               | Tallende (commune rétablie en 1868)           | fusion                                                         | 1790-1794                                       | 1790-1794                                |
| Yronde-et-Buron            | Yronde                                        | fusion                                                         | 1790-1794                                       | 1790-1794                                |
| Yronde-et-Buron            | Buron                                         | fusion                                                         | 1790-1794                                       | 1790-1794                                |

## Créations et rétablissements
| Nom de la commune créée    | Commune affectée                              | Mode de création              | Date (et nature) de la décision |
| -------------------------- | --------------------------------------------- | ----------------------------- | ------------------------------- |
| La Monnerie-le-Montel      | Saint-Rémy-sur-Durolle                        | Démembrement                  | 5 août 1932 (Loi)               |
| Palladuc                   | Saint-Rémy-sur-Durolle                        | Démembrement                  | 6 avril 1908 (Loi)              |
| Surat                      | Saint-Ignat                                   | Démembrement                  | 10 avril 1904 (Loi)             |
| Montpeyroux                | Coudes                                        | Démembrement                  | 6 décembre 1889 (Loi)           |
| Neuf-Église                | Menat                                         | Démembrement                  | 9 juillet 1883 (Décret)         |
| Chanat-la-Mouteyre         | Nohanent                                      | Démembrement (rétablissement) | 27 novembre 1882 (Décret)       |
| Landogne                   | Pontaumur                                     | Démembrement                  | 15 avril 1882 (Loi)             |
| Pulvérières                | Chapdes-Beaufort                              | Démembrement                  | 2 décembre 1881 (Loi)           |
| Chabreloche                | Arconsat                                      | Démembrement                  | 31 mai 1876 (Décret)            |
| Sardon                     | Thuret                                        | Démembrement                  | 20 novembre 1875 (Décret)       |
| Corent                     | Les Martres-de-Veyre                          | Démembrement (rétablissement) | 23 mars 1875 (Décret)           |
| Reignat                    | Espirat                                       | Démembrement                  | 1874                            |
| La Forie                   | Ambert                                        | Démembrement                  | 5 août 1874 (Loi)               |
| La Forie                   | Job                                           | Démembrement                  | 5 août 1874 (Loi)               |
| La Forie                   | Valcivières                                   | Démembrement                  | 5 août 1874 (Loi)               |
| La Bourboule               | Murat-le-Quaire                               | Démembrement                  | 18 juillet 1874 (Décret)        |
| Enval                      | Saint-Genès-l'Enfant                          | Démembrement                  | 12 mars 1874 (Loi)              |
| Enval                      | Saint-Hippolyte                               | Démembrement                  | 12 mars 1874 (Loi)              |
| La Goutelle                | Bromont-Lamothe                               | Démembrement                  | 1873                            |
| Pérignat-lès-Sarliève      | Aubière                                       | Démembrement                  | 11 juillet 1873 (Loi)           |
| Esteil                     | Auzat-sur-Allier                              | Démembrement                  | 30 juin 1873 (Loi)              |
| La Sauvetat                | Authezat                                      | Démembrement                  | 1872                            |
| Cournols                   | Olloix                                        | Démembrement (rétablissement) | 1872                            |
| Lastic                     | Bourg-Lastic                                  | Démembrement                  | 23 mars 1872 (Arrêté)           |
| Le Brugeron                | Olmet                                         | Démembrement                  | 1872                            |
| Saint-Sulpice              | Bourg-Lastic                                  | Démembrement                  | 29 juillet 1872 (Décret)        |
| Saint-Sulpice              | Messeix                                       | Démembrement                  | 29 juillet 1872 (Décret)        |
| Aurières                   | Vernines-Aurières (commune supprimée)         | Démembrement et suppression   | 23 avril 1872 (Décret)          |
| Vernines                   | Vernines-Aurières (commune supprimée)         | Démembrement et suppression   | 23 avril 1872 (Décret)          |
| Baffie                     | Saint-Just-de-Baffie (commune supprimée)      | Démembrement et suppression   | 23 avril 1872 (Décret)          |
| Saint-Just                 | Saint-Just-de-Baffie (commune supprimée)      | Démembrement et suppression   | 23 avril 1872 (Décret)          |
| Le Cheix                   | Cellule                                       | Démembrements                 | 1869                            |
| La Moutade                 | Cellule                                       | Démembrements                 | 1869                            |
| Clerlande                  | Varennes-sur-Morge                            | Démembrement                  | 1869                            |
| Sainte-Agathe              | Vollore-Ville                                 | Démembrement                  | 1868                            |
| Tallende                   | Veyre-Monton                                  | Démembrement (rétablissement) | 1868                            |
| Saint-Pierre-la-Bourlhonne | Marat                                         | Démembrement                  | 14 mars 1866 (Décret)           |
| Aulnat                     | Malintrat                                     | Démembrement (rétablissement) | 11 novembre 1839 (Ordonnance)   |
| Le Cendre                  | Orcet                                         | Démembrement (rétablissement) | 26 avril 1835 (Ordonnance)      |
| Viscontat                  | Celles                                        | Démembrement                  | 1834                            |
| La Renaudie                | Augerolles                                    | Démembrement                  | 1832                            |
| Royat                      | Chamalières                                   | Démembrement                  | 1829                            |
| Chaptuzat                  | Aigueperse                                    | Démembrement (rétablissement) | 1826                            |
| Entraigues                 | Ennezat                                       | Démembrement                  | 1824                            |
| Montpensier                | Aigueperse                                    | Démembrement                  | 2 avril 1823 (Ordonnance),      |
| Vollore-Montagne           | Vollore-Ville-et-Campagne (commune supprimée) | Démembrement et suppression   | 1801                            |
| Vollore-Ville              | Vollore-Ville-et-Campagne (commune supprimée) | Démembrement et suppression   | 1801                            |

## Modifications de nom officiel
| Ancien nom                 | Nouveau nom                    | Date (et nature) de la décision                                            |
| -------------------------- | ------------------------------ | -------------------------------------------------------------------------- |
| Le Cheix                   | Le Cheix-sur-Morge             | 8 août 2024 (Décret)                                                       |
| Montaigut                  | Montaigut-en-Combraille        | 27 décembre 2022 (Décret)                                                  |
| Saint-Flour                | Saint-Flour-l'Étang            | 26 février 2020 (Décret)                                                   |
| Villosanges                | Villossanges                   | 26 février 2020 (Décret)                                                   |
| Joserand                   | Jozerand                       | 22 juin 2009 (Décret)                                                      |
| Châtelguyon                | Châtel-Guyon                   | 25 juin 2007 (Arrêté)                                                      |
| Auzat-sur-Allier           | Auzat-la-Combelle              | 30 novembre 1998 (Décret)                                                  |
| Mauriat                    | Moriat                         | 13 novembre 1984 (Décret)                                                  |
| Viscontat                  | Viscomtat                      | 1er janvier 1975 (Date d'effet) Commission de révision du nom des communes |
| Beaumont                   | Beaumont-lès-Randan            | 27 mars 1961 (Décret),                                                     |
| Besse                      | Besse-en-Chandesse             | 27 mars 1961 (Décret),                                                     |
| Chapelle-Agnon             | La Chapelle-Agnon              | 27 mars 1961 (Décret),                                                     |
| Châteauneuf                | Châteauneuf-les-Bains          | 27 mars 1961 (Décret),                                                     |
| Condat                     | Condat-en-Combraille           | 27 mars 1961 (Décret),                                                     |
| Condat                     | Condat-lès-Montboissier        | 27 mars 1961 (Décret),                                                     |
| Martres-d'Artières         | Les Martres-d'Artière          | 27 mars 1961 (Décret),                                                     |
| Saint-Clément              | Saint-Clément-de-Valorgue      | 27 mars 1961 (Décret),                                                     |
| Saint-Dier                 | Saint-Dier-d'Auvergne          | 27 mars 1961 (Décret),                                                     |
| Saint-Eloy                 | Saint-Éloy-la-Glacière         | 27 mars 1961 (Décret),                                                     |
| Latour                     | La Tour-d'Auvergne             | 27 mars 1961 (Décret),                                                     |
| Murols                     | Murol                          | 24 décembre 1953 (Décret)                                                  |
| Aulhat                     | Aulhat-Saint-Privat            | 13 octobre 1947 (Décret)                                                   |
| Saint-Quentin              | Saint-Quentin-sur-Sauxillanges | 23 décembre 1938 (Décret)                                                  |
| Aubusson                   | Aubusson-d'Auvergne            | 21 juillet 1937 (Décret)                                                   |
| Ayat                       | Ayat-sur-Sioule                | 3 décembre 1936 (Décret)                                                   |
| Charbonnier                | Charbonnier-les-Mines          | 3 décembre 1936 (Décret)                                                   |
| Crevant                    | Crevant-Laveine                | 3 décembre 1936 (Décret)                                                   |
| Fayet                      | Fayet-le-Château               | 3 décembre 1936 (Décret)                                                   |
| Néronde                    | Néronde-sur-Dore               | 3 décembre 1936 (Décret)                                                   |
| Saint-Sauves               | Saint-Sauves-d'Auvergne        | 3 décembre 1936 (Décret)                                                   |
| Saiint-Sauveur             | Saint-Sauveur-la-Sagne         | 3 décembre 1936 (Décret)                                                   |
| Chambon                    | Chambon-sur-Dolore             | 18 mars 1936 (Décret)                                                      |
| Saint-Bonnet-près-Chauriat | Saint-Bonnet-lès-Allier        | 27 septembre 1931 (Décret)                                                 |
| Bort                       | Bort-l'Étang                   | 21 décembre 1930 (Décret)                                                  |
| Celles                     | Celles-sur-Durolle             | 11 juin 1929 (Décret)                                                      |
| Saint-Genès-l'Enfant       | Malauzat                       | 4 mars 1928 (Décret)                                                       |
| Saint-Gal                  | Saint-Gal-sur-Sioule           | 9 août 1927 (Décret)                                                       |
| Marsac                     | Marsac-en-Livradois            | 22 mars 1926 (Décret)                                                      |
| Chambon                    | Chambon-sur-Lac                | 4 janvier 1924 (Décret)                                                    |
| Ars                        | Ars-les-Favets                 | 2 décembre 1919 (Décret)                                                   |
| Chaumont                   | Chaumont-le-Bourg              | 2 décembre 1919 (Décret)                                                   |
| Cournon                    | Cournon-d'Auvergne             | 2 décembre 1919 (Décret)                                                   |
| Saint-Cirgues              | Saint-Cirgues-sur-Couze        | 2 décembre 1919 (Décret)                                                   |
| Saint-Éloy                 | Saint-Éloy-les-Mines           | 2 décembre 1919 (Décret)                                                   |
| Saint-Gervais              | Saint-Gervais-d'Auvergne       | 2 décembre 1919 (Décret)                                                   |
| Saint-Quintin              | Saint-Quintin-sur-Sioule       | 2 décembre 1919 (Décret)                                                   |
| Saint-Sylvestre            | Saint-Sylvestre-Pragoulin      | 2 décembre 1919 (Décret)                                                   |
| Sauvagnat                  | Sauvagnat-Sainte-Marthe        | 2 décembre 1919 (Décret)                                                   |
| Ternant                    | Ternant-les-Eaux               | 2 décembre 1919 (Décret)                                                   |
| Saint-Victor               | Saint-Victor-Montvianeix       | 26 août 1915 (Décret)                                                      |
| Le Vernet                  | Le Vernet-Sainte-Marguerite    | 26 août 1915 (Décret)                                                      |
| Condat                     | Condat-en-Combrailles          | 14 novembre 1910 (Décret)                                                  |
| Ronzières                  | Tourzel-Ronzières              | 8 août 1901 (Décret)                                                       |
| Rochefort                  | Rochefort-Montagne             | 19 novembre 1896 (Décret)                                                  |
| Saint-Rémy                 | Saint-Rémy-sur-Durolle         | 3 avril 1893 (Décret)                                                      |
| Allagnat                   | Ceyssat                        | 13 mars 1891 (Décret)                                                      |
| Le Breuil                  | Le Breuil-sur-Couze            | 25 janvier 1890 (Décret)                                                   |
| Tours                      | Tours-sur-Meymont              | 3 décembre 1888 (Décret)                                                   |
| Brassac                    | Brassac-les-Mines              | 26 septembre 1887 (Décret)                                                 |
| Comps                      | Les Ancizes-Comps              | 3 mars 1885 (Décret)                                                       |
| Sauvagnat                  | Sauvagnat-Sainte-Marthe        | 15 janvier 1862 (Décret)                                                   |
| Ravel-Salmerange           | Ravel                          | 1822,                                                                      |
| Pompignat-Châteaugay       | Châteaugay                     | Date inconnue                                                              |

## Modifications de limites communales
Le plus souvent, les modifications des limites communales décidées par arrêtés préfectoraux ne sont pas répertoriées dans le Journal officiel ni dans le Bulletin officiel.
| La commune de... | ... cède du territoire à la commune de...                                                                            | précisions                                                                                     | Date (et nature) de la décision                  |
| --- | --- | ---------------------------------------------------------------------------------------------- | ------------------------------------------------ |
| Paslières | Puy-Guillaume | 6 habitants                                                                                    | 4 mars 1986 (Arrêté) 27 mai 1986 (Arrêté)        |
| Clermont-Ferrand | Chamalières | 137 habitants                                                                                  | 12 septembre 1985 (Décret)                       |
| Brenat | Orbeil | 13 habitants Superficie de 1 ha 47 a                                                           | 7 mars 1963 (Décret)                             |
| Flat | Orbeil | 4 habitants Superficie de 18 a 15 ca                                                           | 7 mars 1963 (Décret)                             |
| Murat-le-Quaire | La Bourboule | Superficie de 39 a 86 ca                                                                       | 5 février 1960 (Arrêté)                          |
| Ennezat | Chappes | Lieux-dits de le Pacher, Font-à-Brand, le Verger, et Chareires-Hautes Superficie de 62 ha      | 19 décembre 1957 (Arrêté)                        |
| Port-Dieu (département de la Corrèze)                                                                               | Larodde | Mise en eau du barrage de Bort. Section non submergée située sur la rive gauche de la Dordogne | 22 décembre 1950 (Décret)                        |
| Veyre-Monton | Les Martres-de-Veyre                                                                                                 |                                                                                                | 4 décembre 1885 (Décret)                         |
| Valz-sous-Châteauneuf                                                                                               | Peslières | Hameau de Ceilloux                                                                             | 12 février 1880 (Décret)                         |
| Lérigneux (département de la Loire)                                                                                 | Saint-Anthême | Superficie de 5 ha 71 a 18 ca                                                                  | 20 novembre 1875 (Décret)                        |
| Bussières | Roche-d'Agoux | Villages de Brégiroux et Tholière                                                              | 18 juillet 1874 (Décret)                         |
| Saint-Julien-Puy-Lavèze                                                                                             | Laqueuille | Hameaux de les Terrisses, Chez Jamet, les Roussières, et Chez Giraud                           | 1er mai 1869 (Loi)                               |
| Saint-Rémy-sur-Durolle                                                                                              | Celles | Hameaux de : Malaret, et du Moulin-Neuf                                                        | 20 mars 1869 (Décret)                            |
| Bromont-Lamothe | Pontgibaud | Section des Terrasses                                                                          | 20 février 1869 (Décret)                         |
| Charbonnières-les-Vieilles                                                                                          | Combronde | Portion de territoire du village des Jouffrais                                                 | 13 mai 1865 (Loi)                                |
| Chalus | Gignat |                                                                                                | 9 juillet 1852 (Loi)                             |
| Anzat-le-Luguet | Leyvaux (département du Cantal)                                                                                      | Hameau de Combalibeuf                                                                          | 30 juillet 1847 (Loi)                            |
| Les Salles (département de la Loire)                                                                                | Arconsat | Hameau de Marnat                                                                               | 12 mai 1847 (Loi)                                |
| Sugères | Église-Neuve-des-Liards                                                                                              | Enclave de Faix                                                                                | 28 mars 1832 (Loi)                               |
| Louroux-de-Bouble (département de l'Allier) Lapeyrouse                                                              | Lapeyrouse Louroux-de-Bouble (département de l'Allier)                                                               |                                                                                                | 28 mars 1832 (Loi)                               |
| Ronnet (département de l'Allier) Ars                                                                                | Ars Ronnet (département de l'Allier)                                                                                 |                                                                                                | 25 avril 1805 (Décret) (5 floréal an 13)         |
| Gumières (département de la Loire) Saint-Anthême Saint-Clément                                                      | Saint-Anthême Saint-Clément Gumières (département de la Loire)                                                       |                                                                                                | 25 avril 1805 (Décret) (5 floréal an 13)         |
| Pionsat Saint-Fargeol (département de l'Allier)                                                                     | Saint-Fargeol (département de l'Allier) Pionsat                                                                      |                                                                                                | 30 juillet 1804 (Décret) (11 thermidor an 12)    |
| Château-sur-Cher | Évaux (département de la Creuse) Retères (Fontanières) (département de la Creuse) Charon ((département de la Creuse) |                                                                                                | 1er décembre 1803 (Arrêté) (9 frimaire an 12)    |
| Évaux (département de la Creuse) Retères (Fontanières) (département de la Creuse) Charon (département de la Creuse) | Château-sur-Cher |                                                                                                | 1er décembre 1803 (Arrêté) (9 frimaire an 12)    |
| Saint-Gal | Chouvigny (département de l'Allier)                                                                                  | Hameau de Paraclos Limite fixée sur la rivière Sioule                                          | 30 septembre 1802 (Arrêté) (8 vendémiaire an 11) |
| Servant Échassières (département de l'Allier)                                                                       | Échassières (département de l'Allier) Servant                                                                        |                                                                                                | 30 septembre 1802 (Arrêté) (8 vendémiaire an 11) |
| Servant Nade (département de l'Allier)                                                                              | Nade (département de l'Allier) Servant                                                                               |                                                                                                | 30 septembre 1802 (Arrêté) (8 vendémiaire an 11) |

## Communes associées
Liste des communes ayant, ou ayant eu (en italique), à la suite d'une fusion, le statut de commune associée.
| Nom de la commune | Code INSEE | Fusion-association                     | Fusion-association | Fusion-association | Fusion-association                       | Transformation de l'association en fusion simple | Transformation de l'association en fusion simple | Transformation de l'association en fusion simple |
| Nom de la commune | Code INSEE | date de la décision                    | date d'effet       | commune absorbante | nom de la commune résultant de la fusion | date de la décision                              | date d'effet                                     | commentaire                                      |
| ----------------- | ---------- | -------------------------------------- | ------------------ | ------------------ | ---------------------------------------- | ------------------------------------------------ | ------------------------------------------------ | ------------------------------------------------ |
| Saint-Anastaise   | 63316      | Arrêté préfectoral du 29 juin 1973     | 1er juillet 1973   | Besse-en-Chandesse | Besse-et-Saint-Anastaise                 |                                                  |                                                  |                                                  |
| Saint-Hippolyte   | 63361      | Arrêté préfectoral du 29 décembre 1972 | 1er janvier 1973   | Châtelguyon        | Châtelguyon                              | Arrêté préfectoral du 25 juin 2007               | 1er juillet 2007                                 | Châtelguyon prend le nom de Châtel-Guyon         |
| La Mayrand        | 63217      | Arrêté préfectoral du 17 décembre 1975 | 1er janvier 1976   | Roche-Charles      | Roche-Charles-la-Mayrand                 | Arrêté préfectoral du 12 décembre 2013           | 1er janvier 2014                                 |                                                  |